# Décret d'abolition de l'esclavage du 27 avril 1848
Lire en ligne

Texte sur Wikisource

Loi du 20 mai 1802

Loi de maintien de l'esclavage  Engagisme
Appel aux immigrés « engagés volontaires » pour remplacer les esclaves
Le deuxième décret de l'abolition de l'esclavage en France a été signé le 27 avril 1848 par le Gouvernement provisoire de la Deuxième République.
Il est signé 46 ans après le rétablissement de l'esclavage par Napoléon. Sous l'impulsion de Victor Schœlcher, cette abolition définitive qui libère 251 019 esclaves s'accompagne toutefois de l'indemnisation des propriétaires esclavagistes, en compensation du préjudice financier qu'entraîne l'affranchissement de leurs esclaves.

## Les premières abolitions de l'esclavage

### En France métropolitaine
En France, sur le royaume de France continental, l'esclavage est aboli par Louis X en 1315 via l'édit du 3 juillet 1315, qui affirme que « selon le droit de nature, chacun doit naître franc » et que « par tout notre royaume les serviteurs seront amenés à franchise ». À la suite de cet édit, tout esclave qui pose le pied dans le Royaume est automatiquement affranchi.
Mais bien plus tard, en 1642, le roi Louis XIII autorise officiellement la traite des noirs, uniquement dans les Antilles françaises, (mais pas en métropole). Et en 1671, son fils Louis XIV autorise spécifiquement le commerce triangulaire, permettant aux ports de Bordeaux, Nantes et La Rochelle de pratiquer le commerce d'esclaves à destination des colonies. Cette traite négrière ne remettait pas en cause l'édit relatif à l'esclavage en métropole.
Ce principe du « Privilège de la terre de France » est cependant battu en brèche dès le XVIIIe siècle : en effet, les planteurs ne s'accommodent pas d'une jurisprudence permettant l'affranchissement des esclaves débarquant en métropole. Après plusieurs actions de lobbying, des déclarations sont promulguées en 1716, 1738 et 1777. Ces déclarations autorisent les propriétaires à amener des esclaves en France métropolitaine : ces esclaves gardent ce statut si le propriétaire s'est soumis en amont à une série d'obligations administratives (paiement d'une taxe, enregistrement auprès des Amirautés…).

### Dans les colonies

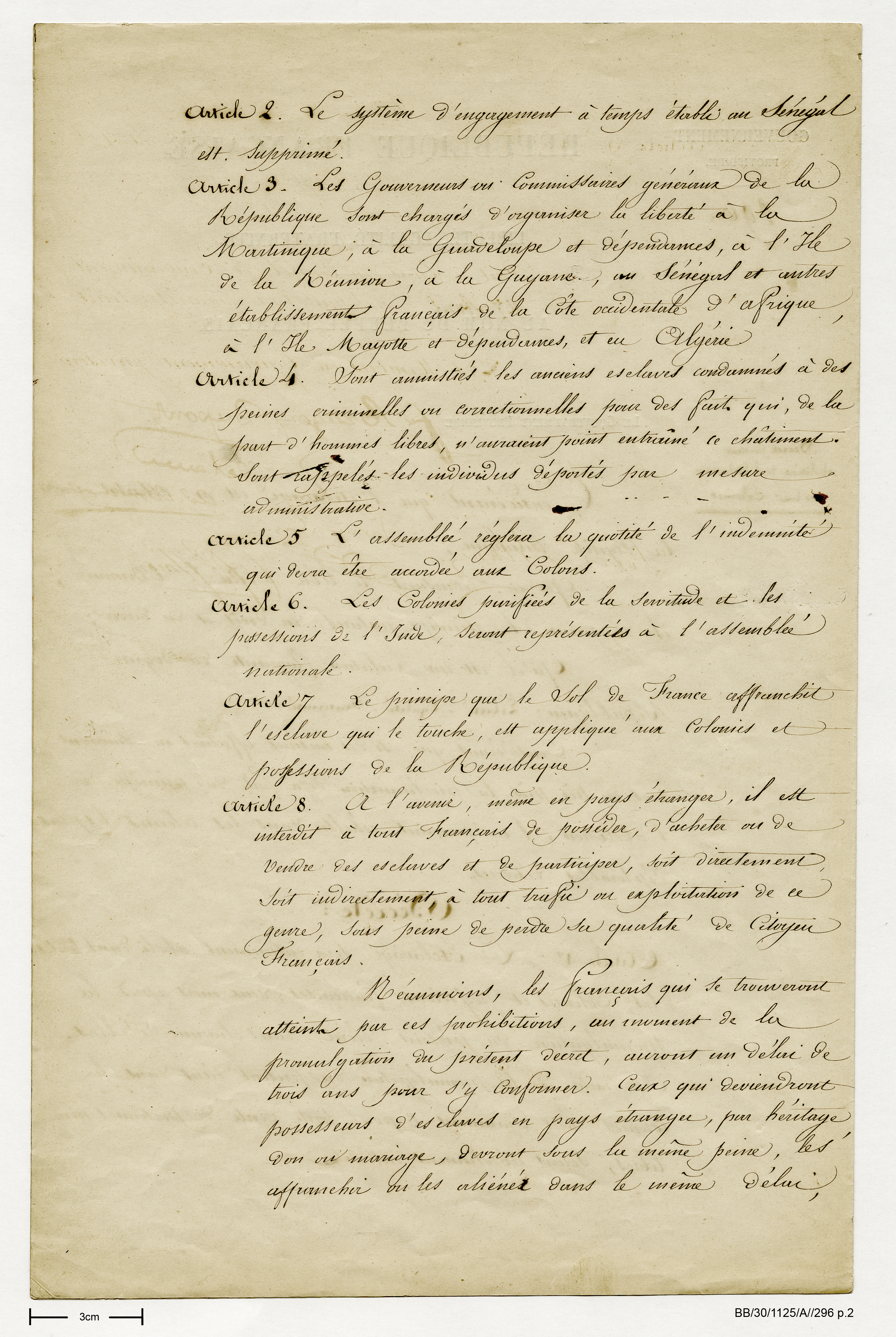
Décret d'abolition de l'esclavage Archives nationales BB-30-1125-A-296 page 2

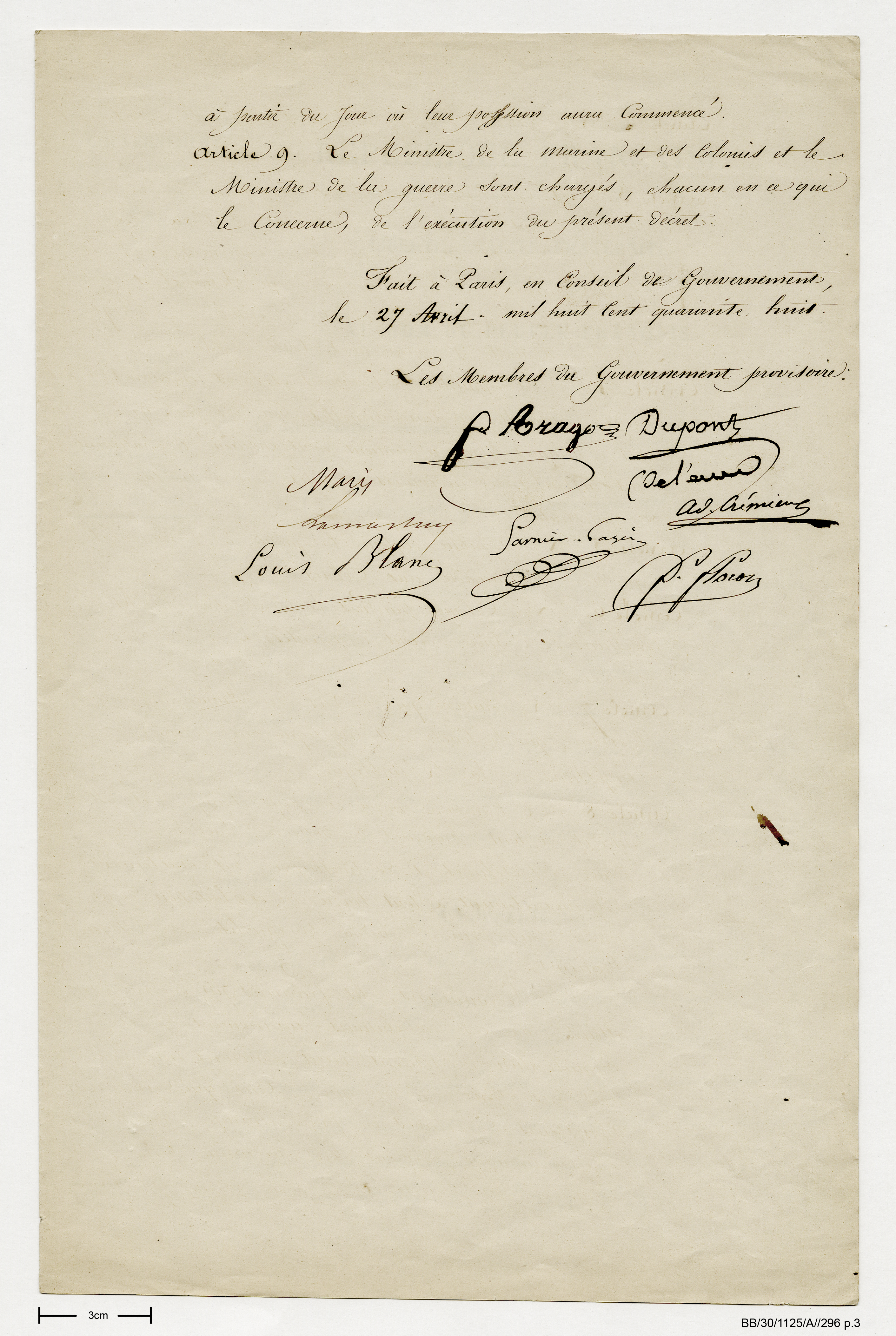
Décret d'abolition de l'esclavage- Archives nationales BB-30-1125-A-296 page 3

En 1791, la Constituante issue de la Révolution rétablit le principe du privilège de la terre de France par loi du 28 septembre qui dispose que : « Tout individu est libre aussitôt qu'il est entré en France ».
La première émancipation des esclaves aux colonies a lieu quant à elle à Saint-Domingue le 29 août 1793 à l'initiative du commissaire civil Sonthonax.
La loi du 4 février 1794 (16 pluviôse an II) est le premier décret de l'abolition de l'esclavage dans l'ensemble des colonies françaises, qui est très inégalement appliqué.
La loi est abrogée par celle du 20 mai 1802, le Premier consul Napoléon Bonaparte ne restaure pas l'esclavage, ni à la Guadeloupe, ni à la Guyane (l'esclavage étant restauré dans ces colonies par des arrêtés consulaires distincts du 16 juillet et 7 décembre 1802 respectivement), ni à Saint Domingue, puisque l'abolition y est déjà appliquée, mais le maintient partout où la loi du 4 février 1794 n'a pas encore été administrée, à cause de l'opposition locale aux Mascareignes : La Réunion, l'île de France — Maurice — et Rodrigues, mais aussi, à la Martinique, Tobago, Saint-Martin et Sainte-Lucie[réf. souhaitée], îles récemment restituées à la France par l'Angleterre, au traité d'Amiens du 25 mars 1802.
À la suite de la révolte des esclaves de Saint-Domingue, Haïti devient le premier État à abolir officiellement l'esclavage sur son sol.

### L'interdiction de la traite
Lors du congrès de Vienne, le 8 février 1815, la traite négrière (c'est-à-dire le commerce des esclaves, l'achat et le transport d'êtres humains revendus comme esclaves dans l'empire colonial) est en théorie abolie en Angleterre, France, Autriche, Prusse, Portugal, Russie, Espagne, Suède sous la pression de l'Angleterre anti-esclavagiste (pression de la Quadruple-Alliance), pays qui proclament que « la traite répugne aux principes généraux de la morale et de l'Humanité ».
De retour de l'île d'Elbe en 1815, Napoléon décrète l'abolition de la traite des esclaves, qui aligne la France sur la décision que vient de prendre le congrès de Vienne. Sa résolution est confirmée par le traité de Paris le 20 novembre 1815. L'ordonnance du 8 janvier 1817 signée par Louis XVIII interdit la traite des esclaves dans les colonies françaises.
Mal acceptée par les Français qui la considèrent comme « importée dans les fourgons de l'étranger »[réf. souhaitée], elle rencontre l'opposition des ports atlantiques (Bordeaux, Nantes) qui espèrent reprendre le fructueux négoce, interrompu depuis 1793 par le blocus britannique. [réf. souhaitée] Si les lois, règlements et circulaires français interdisent officiellement la traite, le ministre de la Marine de 1819 à 1821, le comte Portal, ancien armateur bordelais, ou le comte Joseph de Villèle, Premier ministre de 1821 à 1828, parent de planteurs de l'Île Bourbon (La Réunion) et lui-même ancien propriétaire d'esclaves, sont volontairement très laxistes dans l'application de la législation.
Mais la suppression officielle de la traite ne signifie pas pour autant sa fin réelle. En effet la traite continue dans les colonies en France, en Espagne et au Portugal sous forme clandestine. Ainsi en 1820, 40 000 esclaves auraient quitté l'Afrique vers les îles du Sud des États-Unis et surtout du Brésil, qui en importait environ 20 000 par an entre 1820 et 1823 puis 10 000 environ entre 1823 et 1852. Ce commerce étant en théorie illicite le sort des esclaves s'aggrava encore. Ils étaient en effet transportés dans les pires conditions et jetés par-dessus le bord lorsque le négrier croisait un navire de guerre britannique. Mais les peuples de certains pays européens, alertés par des sociétés anti-esclavagistes comme l'Angleterre et quelques écrivains comme André-Daniel Laffon de Ladebat ou encore des associations comme le « Comité pour l'abolition de la traite des Noirs et de l'esclavage », étaient de plus en plus émus par le sort des esclaves. Divers gouvernements européens accordèrent donc aux Britanniques le droit de visite en 1831 et en 1833, ce qui leur permit d'exercer légalement la police des mers contre les négriers.

## L'abolition repoussée sous la monarchie de Juillet

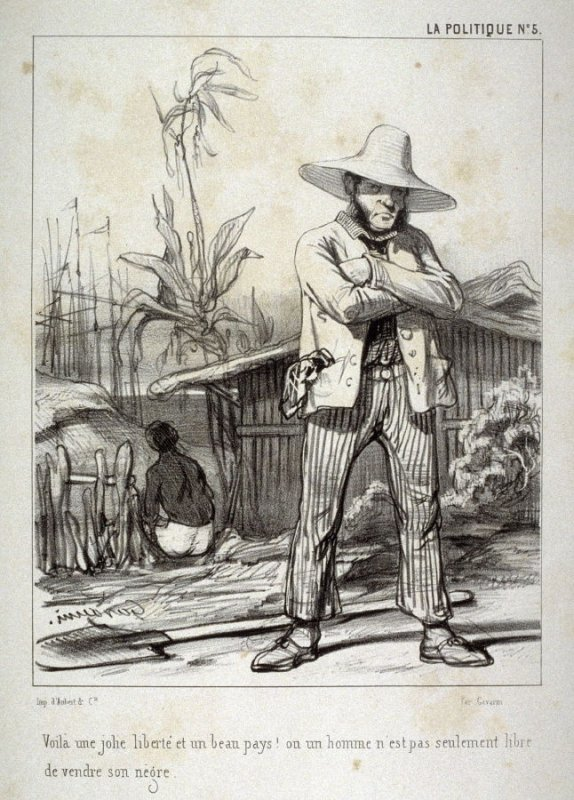
« Voilà une jolie liberté et un beau pays ! Où un homme n’est pas seulement libre de vendre son nègre. »
Caricature de Paul Gavarni dépeignant l'exaspération d'un propriétaire d'esclave en raison des mesures abolitionnistes envisagées par la monarchie de Juillet à la suite de la récente abolition au Royaume-Uni de Grande-Bretagne et d'Irlande.
Lithographie publiée dans Le Figaro en 1839, puis reprise dans La Caricature en 1842.

En 1831, le gouvernement de Jacques Laffitte, où siègent de nombreux membres de la Société de morale chrétienne, une organisation d'oppositionnels libéraux engagés dans le combat contre la traite, fait adopter la loi du 4 mars 1831 qui vise à son abolition définitive : elle prévoit vingt à trente ans de travaux forcés pour les responsables, la réclusion pour l'équipage du navire et un engagement de sept ans dans les colonies pour les esclaves libérés lors de la prise du navire.
Voir le contexte politique de la monarchie de Juillet.

### Aménagement de la condition servile
Les modérés pensent que les esclaves doivent être « préparés à la liberté » avant de prétendre pouvoir en jouir pleinement : l'éducation et la conversion religieuse apparaissent comme des préludes à une abolition sans cesse repoussée. Après l'adoption des lois Mackau en 1845, le duc de Broglie estimait ainsi que « la loi actuelle est une loi de préparation à l'émancipation, loi qui arrivera un jour à améliorer la condition des Noirs, à les rendre dignes de la liberté ».

### Les lois Mackau
Les lois Mackau constituent la dernière vague législative avant l'abolition de 1848. Votées en juillet 1845, elles reprennent la logique des textes précédents, sans marquer de rupture vers l'abolition. Elles rendent obligatoire une durée minimale accordée à l'instruction des esclaves. Elles limitent à quinze le nombre de coups de fouet que les propriétaires peuvent dispenser sans avoir à recourir à une autorisation judiciaire. Les esclaves mariés mais de maîtres différents obtiennent le droit de réunion.[réf. souhaitée]
En juillet 1846, le roi Louis-Philippe Ier abolit l'esclavage dans les domaines royaux de la Martinique et de la Guadeloupe et dans l'île de Mayotte qui vient d'être acquise par la France, mais Guizot, principal ministre, n'entend pas aller plus loin.

#### Une application aléatoire
L'application de ces différentes mesures dans les colonies est très aléatoire comme ne manquent pas de le souligner les partisans de l'abolition. Ledru-Rollin et Agénor de Gasparin s'opposent ainsi au projet de loi Mackau lors des séances de la Chambre des députés en dénonçant l'inutilité de législations successives qui restent largement inappliquées. Dans les colonies, l'ouverture de nouvelles écoles s'est par exemple assortie d'une sélection des élèves par les maires qui vise manifestement à en exclure les esclaves.

## L'action en faveur de l'abolition
Dès 1831, après un voyage à Cuba, Schœlcher affirme dans la Revue de Paris que les esclaves sont des hommes donc sont libres de droit. En 1833, dans De l'esclavage et de la législation coloniale, il propose une libération progressive évitant les vengeances ethniques et permettant aux esclaves d'acquérir l'autonomie économique et intellectuelle. Puis en 1838, participant au concours littéraire organisé par la Société de morale chrétienne, il préconise une libération immédiate sans période transitoire. À la suite de son voyage aux Antilles, en 1840-1841, il dédicace aux planteurs son ouvrage Colonies françaises, abolition immédiate de l'esclavage et propose d'interdire le sucre de canne pour le remplacer par le sucre de betterave.
Le mouvement abolitionniste s'illustre notamment par la création en 1842 de l'opéra-comique « Le Code noir ».
En avril 1847, la campagne de pétitions de la Société de morale chrétienne recueille 11 000 signatures (dont celles de trois évêques, dix-neuf vicaires généraux, plus de huit cent cinquante prêtres, près de quatre-vingt-dix présidents de consistoire ou pasteurs, six mille négociants).

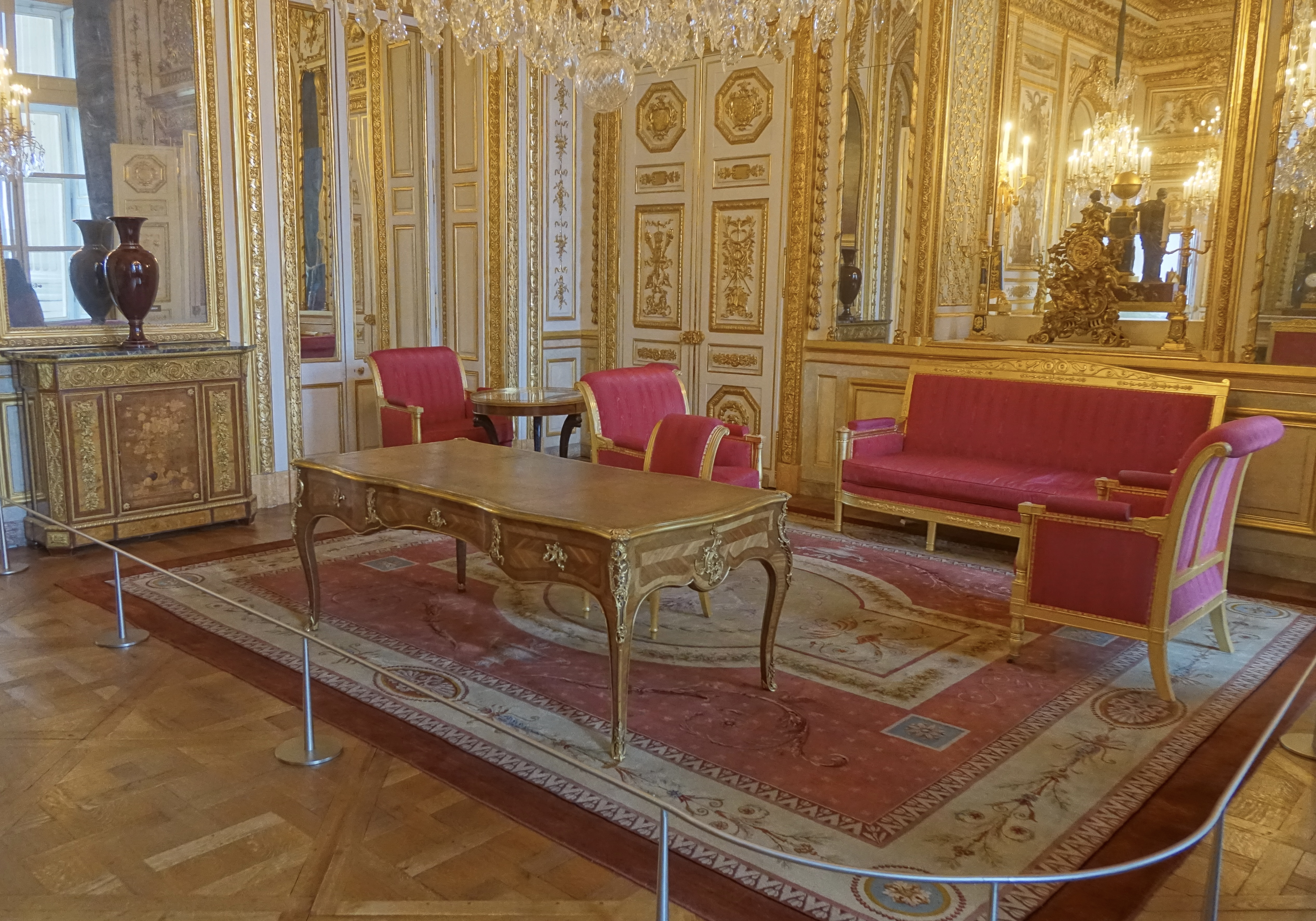
Bureau sur lequel a été signé le décret d'abolition de l'esclavage de 1848 (Hôtel de la Marine)

À la fin de février 1848, pendant son voyage d'enquête au Sénégal, Schœlcher apprend la chute du roi Louis-Philippe. Il regagne Paris, contacte François Arago, ministre de la Marine et des Colonies, qui le nomme sous-secrétaire d'État chargé des colonies et des mesures relatives à l'esclavage. Le 4 mars 1848, le décret, qui nomme Schœlcher, président de la commission d'abolition de l'esclavage chargée de préparer l'émancipation, est signé par le gouvernement provisoire de la toute jeune République. Le 5 mars, la commission voit le jour ; elle est présidée par Schœlcher, et comprend, outre un chef de bataillon d'artillerie de marine (officier de la Légion d'honneur), futur député et ami de Schœlcher, Auguste-François Perrinon, le directeur des colonies, l'avocat à la cour de cassation Adolphe Gatine et un ouvrier horloger, Charles Jean-Baptiste Gaumont. [réf. souhaitée] La commission tient sa première réunion le 6 mars, et le 27 avril, elle propose une série de douze décrets qui émancipent les esclaves (un article leur octroie le statut de citoyen, ils sont désormais appelés « nouveaux citoyens » ou « nouveaux libres ») et organisent l'avenir dans les colonies. Des ateliers nationaux sont établis dans les colonies ; on crée des ateliers de discipline pour la répression de la mendicité ainsi qu'une caisse d'épargne ; un décret agence l'impôt personnel, les taxes sur les tafias, vins et spiritueux ; un autre institue une fête du Travail dans les colonies ; un décret organise les hypothèques ; les commissaires généraux de la République sont créés et envoyés dans les colonies pour y appliquer les décrets ; la liberté de la presse est étendue aux colonies ; un décret précise les modalités du recrutement militaire, de l'inscription maritime, de la Garde nationale (extension des dispositions ayant cours en France) ; le sort des vieillards, des infirmes et des orphelins est pris en charge ; des jurys cantonaux sont créés.[réf. souhaitée]

## Contenu des décrets

### Décret du4 mars 1848
Décret du Gouvernement provisoire créant la Commission d’abolition de l’esclavage, 4 mars 1848
« Le gouvernement provisoire de la République, Considérant que nulle terre française ne peut plus porter d’esclaves ; 
Décrète : 
Une commission est instituée auprès du ministre provisoire de la marine et des colonies pour préparer, dans le plus bref délai, l’acte d’émancipation immédiate dans toutes les colonies de la République.

Le ministre de la marine pourvoira à l’exécution du présent décret. Paris le 4 mars 1848. F. ARAGO ».

### Décret du27 avril 1848
Décret d'abolition de l'esclavage dans les colonies françaises, 27 avril 1848
« Ministère de la Marine et des Colonies - Direction des Colonies
République Française
Liberté - Égalité - Fraternité
Au nom du Peuple Français
Le Gouvernement provisoire,
Considérant que l'esclavage est un attentat contre la dignité humaine ;
Qu'en détruisant le libre arbitre de l'homme, il supprime le principe naturel du droit et du devoir ; Qu'il est une violation flagrante du dogme républicain : « Liberté - Égalité – Fraternité » ;
Considérant que si des mesures effectives ne suivaient pas de très près la proclamation déjà faite du principe de l'abolition, il en pourrait résulter dans les colonies les plus déplorables désordres ;
Décrète : 
Article Ier
L'esclavage sera entièrement aboli dans toutes les colonies et possessions françaises, deux mois après la promulgation du présent décret dans chacune d'elles. À partir de la promulgation du présent décret dans les colonies, tout châtiment corporel, toute vente de personnes non libres, seront interdits.
Article 2
Le système d'engagement à temps établi au Sénégal est supprimé.
Article 3
Les gouverneurs ou Commissaires généraux de la République sont chargés d'appliquer l'ensemble des mesures propres à assurer la liberté à la Martinique, à la Guadeloupe et dépendances, à l'île de La Réunion, à la Guyane, au Sénégal et autres établissements français de la côte occidentale d'Afrique, à l'île Mayotte et Dépendances et en Algérie.
Article 4
Sont amnistiés les anciens esclaves condamnés à des peines afflictives ou correctionnelles pour des faits qui, imputés à des hommes libres, n'auraient point entraîné ce châtiment. Sont rappelés les individus déportés par mesure administrative.
Article 5
L'Assemblée Nationale règlera la quotité de l'indemnité qui devra être accordée aux colons.
Article 6
Les colonies purifiées de la servitude et les possessions de l'Inde seront représentées à l'Assemblée Nationale.
Article 7
Le principe ‘que le sol de la France affranchit l'esclave qui le touche’ est appliqué aux colonies et possessions de la République.
Article 8
À l'avenir, même en pays étranger, il est interdit à tout français de posséder, d'acheter ou de vendre des esclaves, et de participer, soit directement, soit indirectement, à tout trafic ou exploitation de ce genre. Toute infraction à ces dispositions entraînerait la perte de la qualité de citoyen français. Néanmoins, les Français qui se trouveront atteints par ces prohibitions, au moment de la promulgation du présent décret, auront un délai de trois ans pour s'y conformer. Ceux qui deviendront possesseurs d'esclaves en pays étranger, par héritage, don ou mariage, devront, sous la même peine, les affranchir ou les aliéner dans le même délai à partir du jour où leur possession aura commencé.
Article 9
Le Ministre de la Marine et des Colonies et le Ministre de la Guerre sont chargés, chacun en ce qui le concerne, de l'exécution du présent décret.
Fait à Paris, en conseil de gouvernement, le 27 avril 1848.
Signé :
Les membres du Gouvernement provisoire : DUPONT (de l’Eure), LAMARTINE, CRÉMIEUX, GARNIER-PAGÈS, A. MARRAST, Louis BLANC, ALBERT, FLOCON, LEDRU-ROLLIN, ARAGO, MARIE.

Le Secrétaire général du Gouvernement provisoire : PAGNERRE ».

## L'application des décrets

### Dans les colonies françaises

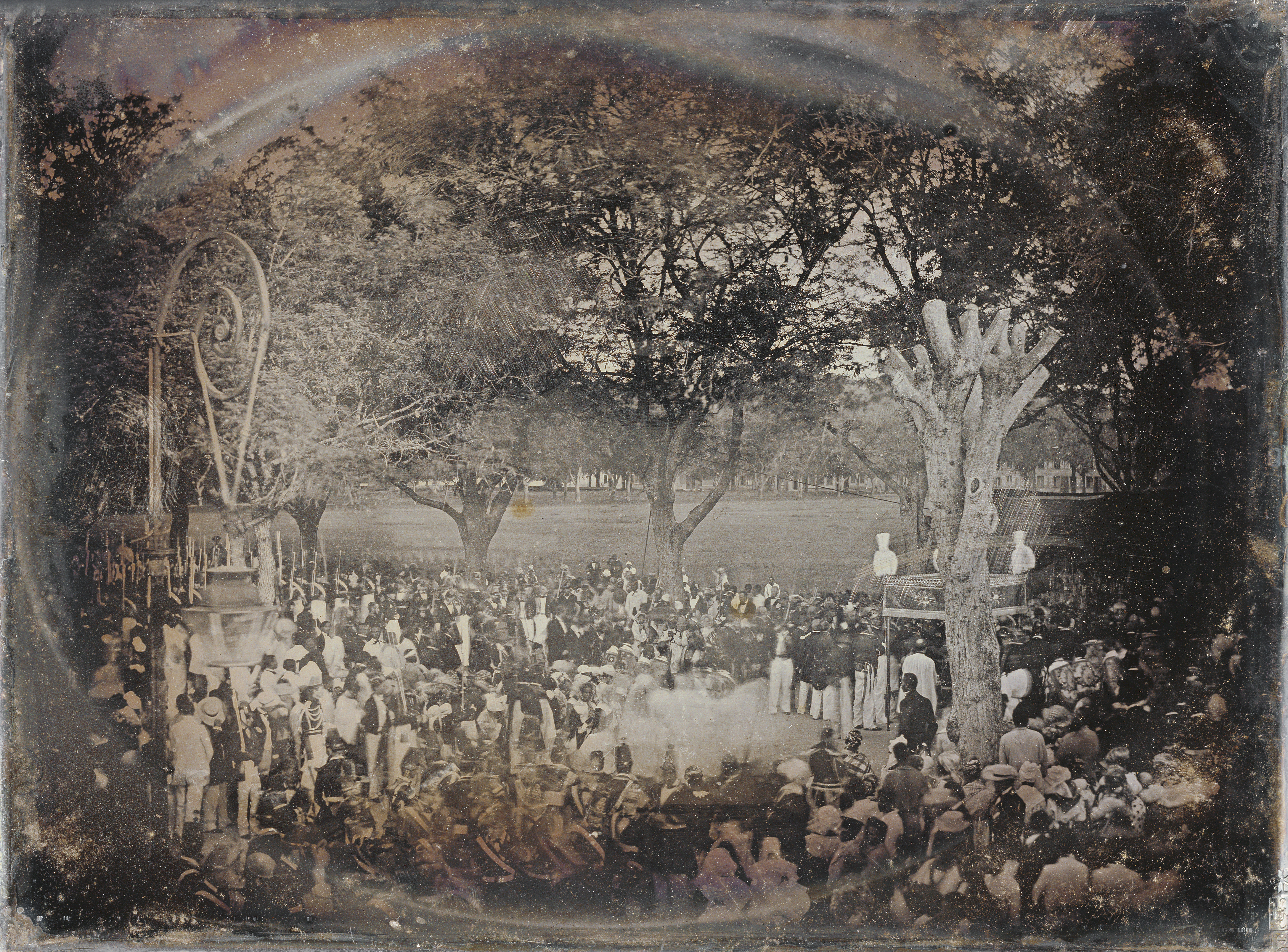
1850 - Daguerreotype représentant la cérémonie religieuse pour l'anniversaire de l'abolition de l'esclavage de 1848 à la Martinique.

La nouvelle que la République abolit l'esclavage (décision du gouvernement provisoire du 4 mars) parvient quelques semaines plus tard dans les colonies américaines et y provoque une profonde émotion. Aussi quand les décrets du 24 avril y parviennent la situation est explosive. Les décrets prévoient deux mois de délai mais les évènements précipitent les décisions.

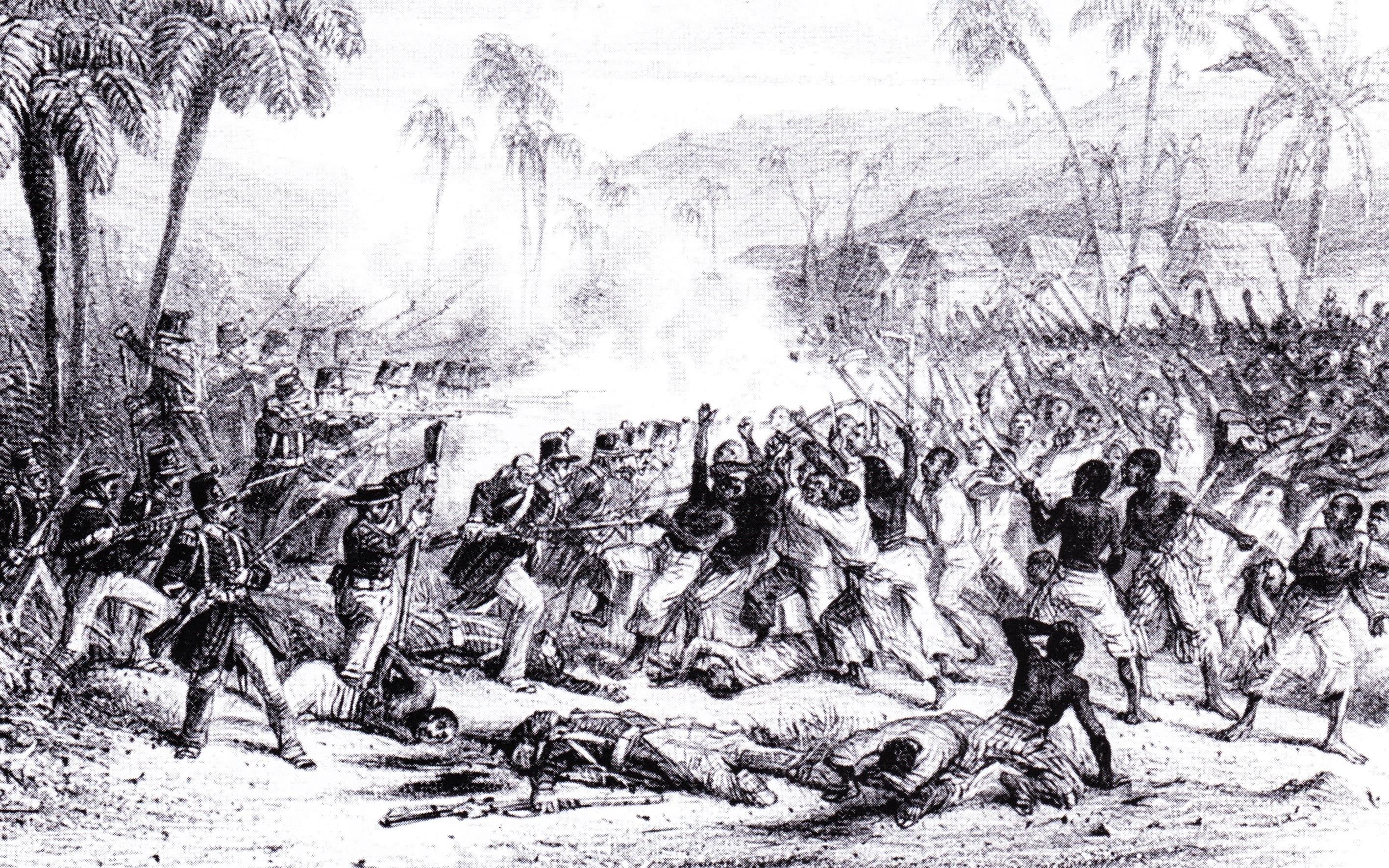
Révolte d'esclaves en Martinique le 22 mai 1848, entraînant l'application dès le lendemain de l'abolition de l'esclavage dans la colonie de Martinique, avant la date prévue par les autorités.

Le 21 mai, à Saint-Pierre en Martinique, alors que l'île attend l'abolition, un esclave, Romain, est arrêté après avoir joué du tambour, moyen par lequel les esclaves se transmettaient des informations. Cet événement déclenche un soulèvement qui s'étend à toute l'île, poussant le gouverneur de l’île à déclarer l’abolition de l’esclavage dès le 23 mai, avant l'arrivée de l’émissaire qui apporte le décret du 27 avril.
Le 27 mai, alors que la situation est plus calme, le gouverneur de la Guadeloupe Jean-François Layrle proclame l'abolition générale. Fin mai, l'île de La Réunion est enfin mise au courant, mais le gouverneur attend le 20 décembre pour appliquer les décrets. Ce n'est que le 10 juin que le gouverneur de la Guyane prend la même décision (avec effets au 10 août).

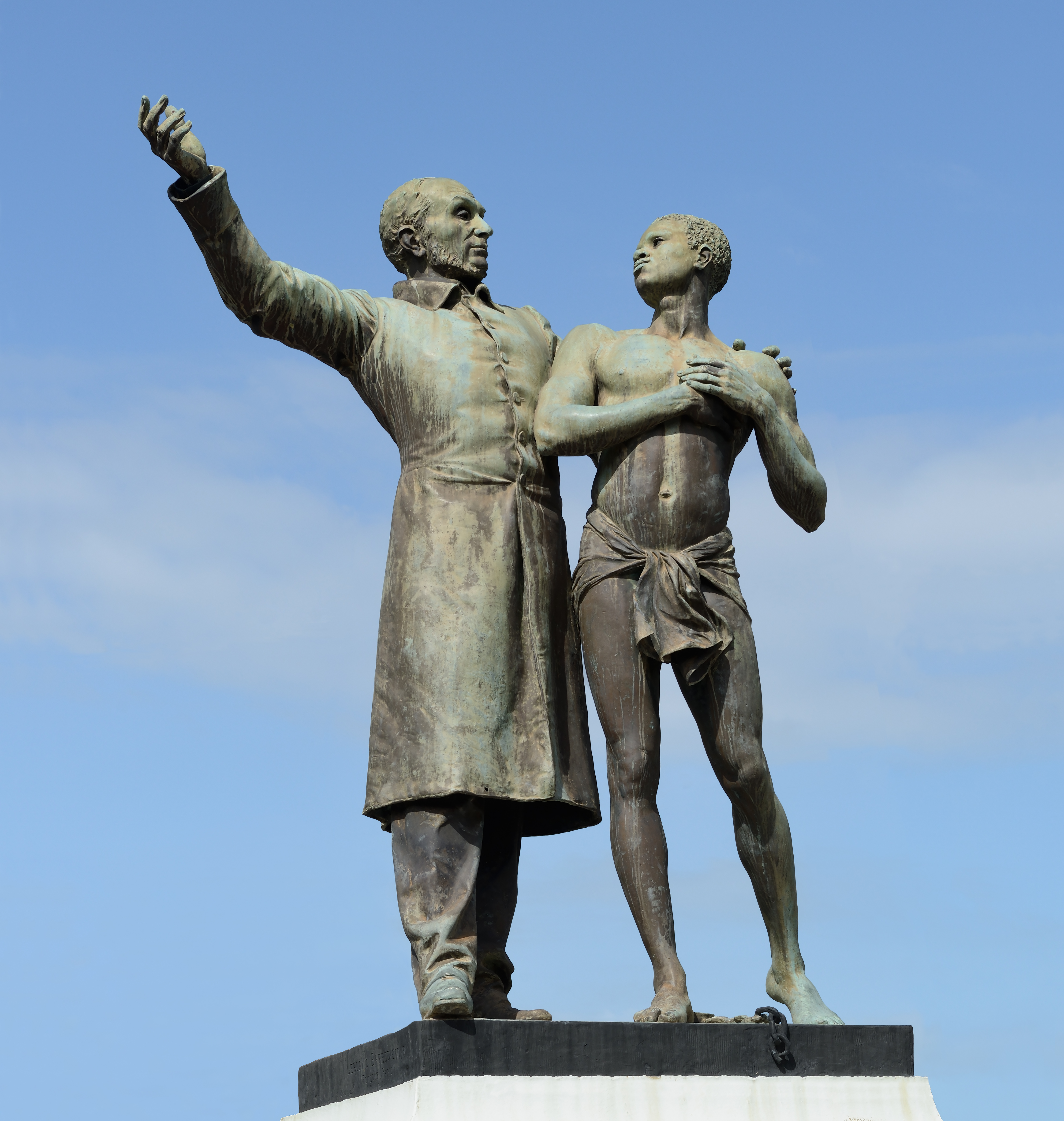
Victor Schœlcher, rédacteur du décret d'abolition de l'esclavage du 27 avril 1848, sur une statue lui rendant hommage à Cayenne en Guyane, sculptée par Barrias en 1896. Critiquée pour sa vision paternaliste de l'abolition, la statue est retrouvée renversée le 18 juillet 2020.

La situation est plus délicate en Algérie et au Sénégal, car une partie des esclaves appartiennent aux indigènes. En Algérie, le décret est mal appliqué dans les campagnes. Au Sénégal pour ne pas mécontenter les Maures qui sont esclavagistes, mais qui assurent le ravitaillement de la colonie, le gouverneur demande aux autorités locales de refouler les esclaves qui rechercheraient asile dans les colonies françaises.
251 019 esclaves sont libérés (87 087 en Guadeloupe, 74 447 en Martinique, 60 651 à La Réunion, 12 251 en Guyane, 9 800 esclaves libérés + 550 engagés à plein-temps (10 350) au Sénégal, 2 733 à Mayotte et 3 500 à Nosy bé et Sainte-Marie) d'après les demandes d'indemnisation présentées par les propriétaires.
Au total, entre les premières installations de colons au XVIe siècle et le décret d'abolition de l'esclavage du 27 avril 1848, soit deux siècles, environ quatre millions d’esclaves (2 millions nés en Afrique et 2 millions nés dans les colonies) ont vécu dans les territoires sous domination française.
De 1848 à 1870, les décrets d'abolition sont mal appliqués ou amendés : les cadres de l'esclavage sont reconstruits par les autorités locales qui proclament des arrêtés de « police du travail », imposant notamment des passeports intérieurs.

### Effets sur les Français résidant dans des pays esclavagistes
L'article 8 du décret de 1848 interdit à tout Français la possession ou le trafic d'esclave, sous peine de « la perte de la qualité de citoyen français » ; ceux qui se trouvent en infraction au moment de la promulgation, ou qui y entreraient ensuite « par héritage, don ou mariage », ont un délai de trois ans pour s'y conformer. Par ces dispositions, le bannissement de l'esclavage est étendu, au-delà du territoire de la France, à tous ses ressortissants qui résident dans des pays où il est encore légal : ils sont alors environ 20 000, répartis entre le Brésil, Cuba, Puerto-Rico et le Sud des États-Unis, dont approximativement une moitié de propriétaires d'esclaves. Sur ces quelque 10 000 Français directement visés par l'article, 5  à   6 000 se concentrent en Louisiane.
L'objet de l'article et la nature de la peine — la perte de la nationalité, au lieu de la simple amende prévue par la législation anglaise de 1843 — traduisent les principes abolitionnistes qui animent les gouvernants républicains de 1848 : en faisant de tout Français établi à l'étranger « une protestation vivante, permanente, contre l'esclavage », selon les termes de Victor Schœlcher, leur volonté est de promouvoir la cause de l'abolition et d'inciter les sociétés esclavagistes à suivre l'exemple donné, en particulier aux États-Unis.
C'est en Louisiane que l'article 8 suscite les plaintes les plus vives. Dès juillet 1848, le consul à La Nouvelle-Orléans avertit que les résidents français se feraient naturaliser Américains s'il était maintenu, et appelle à son abrogation. Si les fondateurs de la IIe République refusent tout compromis, à partir de 1849, des gouvernants moins intransigeants se montrent plus réceptifs aux arguments contraires.
L’article 8 a accordé aux Français résidant à l'étranger possesseurs d'esclaves un délai de 3 ans pour se défaire de cette propriété. L’échéance approchant, le 11 février 1851, un amendement soutenu par le gouvernement porte ce délai à 10 ans, ce qui en remet la date d’expiration au 27 avril 1858. Néanmoins, les Français esclavagistes résidant à l'étranger ne se satisfont pas à l’idée de se retrouver dans la même situation sept ans plus tard. En Louisiane, le consul fait état d'une nouvelle loi locale qui rend financièrement impraticable la libération des esclaves, en imposant à leur propriétaire de les faire transporter à ses frais au Liberia ; ses positions rencontrent auprès des ministres français concernés un accueil favorable.
Cependant l'arrivée du Second Empire donne aux gouvernants d'autres priorités, et aucune mesure n'est prise avant l'expiration du délai prolongé. En 1858, la loi du 28 mai, sans abroger l'article 8, y introduit des exceptions : elle en exempte les Français propriétaires d'esclaves avant 1848, ou par suite de mariage, héritage ou don. En pratique, ces dispositions vident largement l'article de son effet, grâce notamment au vague de la notion de don. De fait, les propriétaires d'esclaves en Louisiane qui conservaient encore leur nationalité française purent les garder jusqu'à l'abolition de l'esclavage à la suite de la guerre de Sécession.

## Indemnisation des propriétaires d'esclaves
Comme prévu dans le décret du 27 avril 1848, une loi votée le 30 avril 1849 (alors que Louis-Napoléon Bonaparte a été élu président, et Odilon Barrot chef du gouvernement) indemnise les propriétaires d'esclaves. Ce sont ainsi 126 millions de francs or (équivalent de près de 27 milliards d'euros en 2021) qui sont versés pour la perte des 250 000 travailleurs serviles.
La valeur pécuniaire des anciens esclaves a été fixée. Ce sont ceux de La Réunion qui valent le plus cher : 711 francs or par esclave. Puis viennent ceux de Guyane (624 francs), de Guadeloupe (469 francs), de Martinique (425 francs), du Sénégal (225 francs) et de Madagascar (69 francs),.

Cette loi d'indemnisation est symboliquement abrogée en juin 2016 par un amendement qui par cette phrase :
« Sans prétendre à une quelconque volonté d’indemniser les victimes de l’esclavage, cet amendement propose une réparation morale du préjudice subi par les esclaves en abrogeant les dispositions relatives à l’indemnisation des colons contenues dans les textes précités. »

## Un mouvement généralisé
À la même époque, un grand nombre d'États pratiquant la traite et l'esclavage, décident de les abolir. Les États-Unis dans leur constitution de 1787, interdisent la traite, décision appliquée à partir de 1807, en revanche l'esclavage est maintenu. Le Royaume-Uni est à la pointe du combat abolitionniste. Le 6 février 1807, une loi fixe la limite de la traite pour le 1er janvier 1809. Le 15 août 1833, les Britanniques abolissent l'esclavage (avec effet au 1er août 1834). En 1835, au cours des troubles métropolitains qui suivent la mort de Ferdinand VII, le gouvernement libéral espagnol abolit la traite dans les colonies de la couronne. L'année suivante, le Portugal en fait de même, mais l'application est peu suivie et le décret n'est même pas publié au Mozambique (qui fait partie de la zone où se pratique la traite en direction des pays de l'océan Indien et du golfe Persique). Le 3 décembre 1837, par son bref pontifical In suprema apostolatus fastigio, le pape Grégoire XVI condamne la traite et l'esclavage.
Le 28 juillet 1847, le Danemark, qui avait interdit la traite dès 1802, abolit l'esclavage dans ses colonies des Antilles mais prévoit un délai de 12 ans, cependant dès l'année suivante il accorde la liberté immédiate (3 juillet 1848). En 1850, le Brésil réprime la traite. À partir de 1854, le Portugal libère progressivement les esclaves de ses possessions. En 1856, ce sont ceux des municipalités, des établissements charitables de l'ordre de la Miséricorde puis ceux des églises. Le 5 juillet 1856, les esclaves d'Angola sont libres et le 25 août 1856, ce sont ceux des Indes portugaises qui obtiennent leur liberté. Ce n'est que le 1er janvier 1860 que les Pays-Bas suppriment l'esclavage en Malaisie; en revanche les Antilles et la Guyane néerlandaise devront attendre 1863. Le 1er janvier 1863, le président américain Abraham Lincoln signe le décret qui libère les esclaves des États du Sud des États-Unis, au milieu de la guerre de Sécession (1861-1865), mais la loi ne sera votée que le 8 avril 1864 à la Chambre des représentants, le 31 janvier 1865 par le Sénat et ce ne sera que le 18 décembre 1865, que les trois quarts des États alors constitués l'ont ratifiée. Le Brésil a été le dernier pays du continent américain à avoir aboli l'esclavage : seulement en 1888 par la « Lei Áurea » (la loi d'or), et sans compensation pour les propriétaires. Le dernier pays du monde qui a aboli l'esclavage est la Mauritanie en 1981.

### Commémoration
La Loi tendant à la reconnaissance de la traite et de l'esclavage en tant que crime contre l'humanité a institué une journée de Commémoration de l'abolition, mais dans le contexte tendu de l'Affaire Olivier Grenouilleau, sa date ne sera fixée que quatre ans plus tard, au 10 mai, date d'adoption de la loi.